# Drepanoneura
Drepanoneura – rodzaj ważek z rodziny łątkowatych (Coenagrionidae). Obejmuje gatunki występujące w Ameryce Centralnej (Panama) i Ameryce Południowej (Kolumbia, Ekwador, Peru, zachodnia Brazylia i północna Boliwia).

## Systematyka
Rodzaj ten utworzyli w 2008 roku Natalia von Ellenrieder i Rosser W. Garrison. Zaliczyli do niego Epipleoneura letitia i Protoneura peruviensis oraz 6 nowo opisanych przez siebie gatunków. Za gatunek typowy uznali Drepanoneura loutoni. Autorzy zaliczyli rodzaj do rodziny Protoneuridae. W 2013 roku Klaas-Douwe B. Dijkstra i współpracownicy w oparciu o badania filogenetyczne przenieśli Drepanoneura do rodziny łątkowatych (Coenagrionidae).

### Podział systematyczny
Do rodzaju należą następujące gatunki:
- Drepanoneura donnellyi von Ellenrieder & Garrison, 2008
- Drepanoneura flinti von Ellenrieder & Garrison, 2008
- Drepanoneura janirae von Ellenrieder & Garrison, 2008
- Drepanoneura letitia (Donnelly, 1992)
- Drepanoneura loutoni von Ellenrieder & Garrison, 2008
- Drepanoneura muzoni von Ellenrieder & Garrison, 2008
- Drepanoneura peruviensis (Fraser, 1946)
- Drepanoneura tennesseni von Ellenrieder & Garrison, 2008